# Kleine kop-op-schotel
De kleine kop-op-schotel (Disciseda candida) is een schimmel in de familie Agaricaceae. Hij komt voor in de kustduinen op droge zandgronden. Vruchtlichamen verschijnen van augustus tot oktober.

## Kenmerken

### Uiterlijke kenmerken
De kleine kop-op-schotel is vooral jong gemakkelijk te herkennen: perkamentachtige, meestal iets afgeplatte bollen met een geprononceerde opening op een zandig schoteltje. Het schoteltje vergaat al vrij spoedig en dan lijken ze sterk op de loodgrijze bovist (Bovista plumbea). Ze zijn daarvan te onderscheiden door de sporen zonder pedicel en het vaak sterk gekronkelde, breekbare capillitium. 

### Microscopische kenmerken
De basidia zijn 14 tot 25 μm in diameter en 6 tot 12 μm hoog. De basidiosporen zijn bolvormig, transparant en kleurloos tot okergeel, glad of zeer fijn papillair en hebben een diameter van 3,9 tot 5,7 μm. De sporen zijn licht gelig in 5% KOH. Capillitia zijn zeer dun vertakt, gemaakt van gladde, rechte of golvende hyfen, transparant en kleurloos tot okergeel.

## Levenswijze
Kop-op-schotels ontwikkelen zich op een bijzondere wijze. Ze groeien aanvankelijk ondergronds. Het exoperidium is in de onderste helft dunner dan in de bovenste helft, waarvan de wollige buitenzijde een korst zand vasthoudt. Na verloop van tijd scheurt het exoperidium cirkelvormig door. Het endoperidium met een zandig petje van de bovenste helft van het exoperidium laat dan los van de rest van het exoperidium. Deze rest blijft als een bekertje achter in de bodem en vergaat snel. Aangezien het endoperidium met zijn zandig petje topzwaar is, komt deze bij storing door wind of dier al snel ondersteboven op de vegetatie te liggen. De opening ontstaat tijdens of na het losraken aan de onderzijde van het endoperidium en zit na het omkeren boven op.

## Verspreiding
De kleine kop-op-schotel komt over de hele wereld voor. Hij staat ook op de lijsten van bedreigde diersoorten in Duitsland, Nederland, Polen en Noorwegen. In Nederland komt hij zeer zeldzaam voor en staat hij op de rode lijst in de categorie 'gevoelig'.

## Taxonomie
Deze schimmel werd in 1822 voor het eerst beschreven door Lewis David von Schweinitz, die hem Bovista candida noemde. De huidige naam, erkend door Index Fungorum, werd eraan gegeven door Curtis Gates Lloyd in 1902.